# 察波特山
46°28′47″N 9°06′46″E / 46.47963°N 9.11278°E

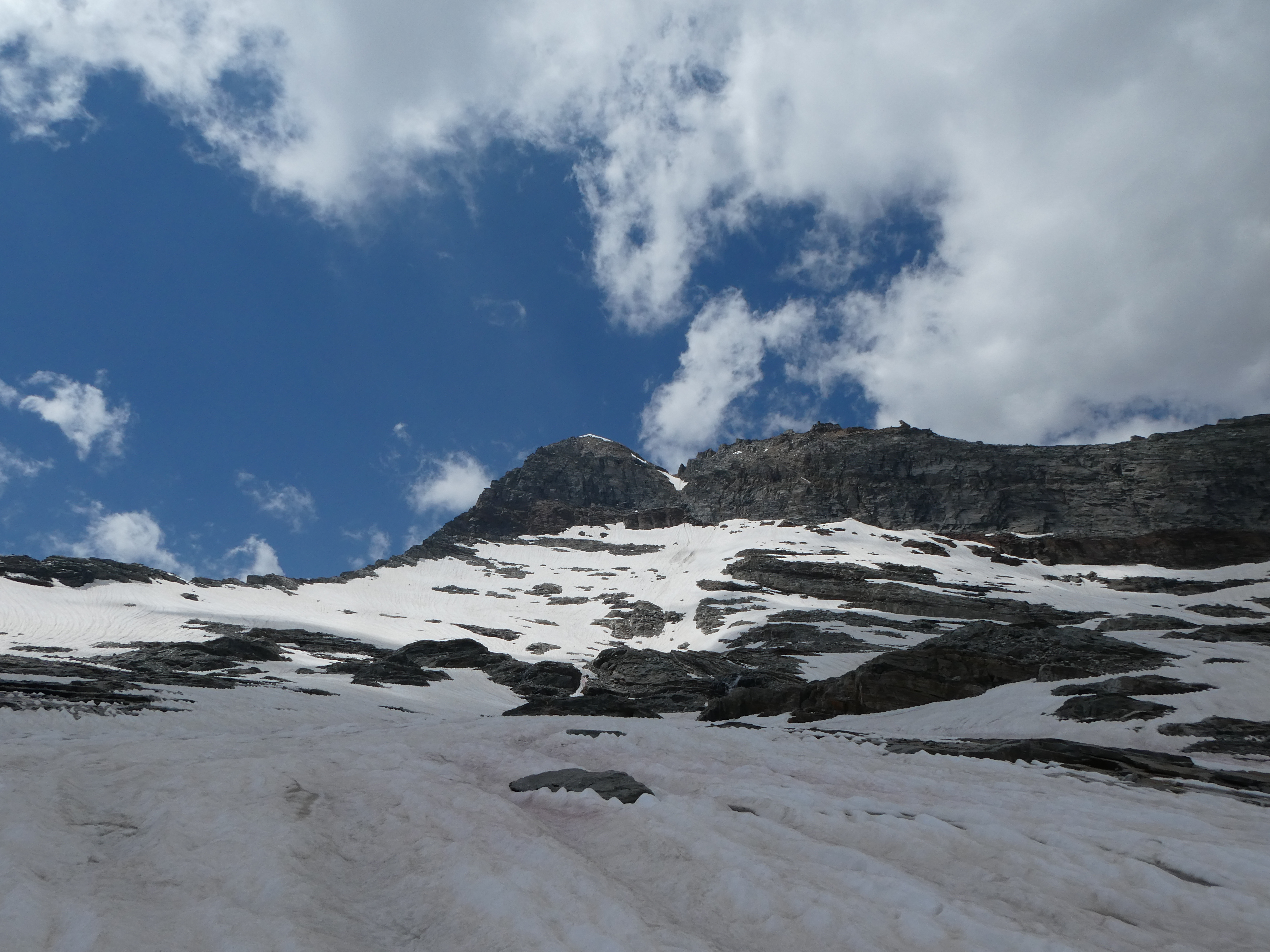

察波特山（Zapporthorn），是瑞士的山峰，位於該國東南部，由格勞賓登州負責管轄，屬於阿杜拉阿爾卑斯山脈的一部分，海拔高度3,155米，每年平均降雨量1,851毫米。